# 卡罗的巴巴
《卡罗的巴巴》是人类学家玛丽·F·史密斯於1954年的著作。 是关于豪萨人的人类学书籍，部分内容来自于对巴巴（即书名中的“巴巴”，一名豪萨人女性，生于1877年，卒于1951年，是豪萨人农民和古兰经教师的孩子）口述的翻译和整理。
玛丽·F·史密斯的丈夫，人类学家M·G·史密斯为本书撰写了关于豪萨人的文化背景的解释。
本书1981年的重版附上了社会人类学家希尔达·库珀的前言。 本书的部分收录于1992年出版的人类学文献汇编《非洲的女儿》。
巴巴的讲述是从女性视角看尼日利亚历史的重要文献；尼日利亚的女性在文献中的缺失更凸显其重要及来之不易。 巴巴不仅描绘了自己的生活经历，还讲述了身边其他女性的故事。 她的讲述主题广泛
，不仅包括家族、婚姻、生育，也包括性交易、奴隶制等等。